# 국가지원지방도 제37호선
국가지원지방도 제37호선은 전북특별자치도 남원시 인월면 서무리 인월 교차로에서 경상남도 거창군 마리면 율리 장풍삼거리를 잇는 대한민국의 국가지원지방도이다.

## 역사
본래 1994년 국도 연장 및 신설 계획안에 포함되지 않은 구간이었으나 2001년 국가지원지방도 노선 지정령을 전면 개정하면서 새로 지정된 노선이다.
- 2001년 8월 25일: 국가지원지방도 제37호선 남원 ~ 거창선으로 노선 지정[1]
- 2003년 7월 24일 : 함양군 서상면 상남리 ~ 거창군 북상면 월성리 3.98 km 구간 개통[2]
- 2010년 7월 15일 : 강정모리 위험도로(거창군 위천면 황산리) 450m 구간 개량 개통[3]
- 2012년 1월 26일 : 종점을 경상남도 거창군 위천면에서 마리면으로 변경[4]

## 주요 경유지
전북특별자치도
- 남원시 (인월면 - 아영면)

경상남도
- 함양군 (백전면 - 서하면 - 서상면) - 거창군 (북상면 - 위천면 - 마리면)

## 노선

### 전라북도
| 이름                      | 접속 노선                                      | 소재지 | 소재지 | 비고                                              |
| ------------------------- | ---------------------------------------------- | ------ | ------ | ------------------------------------------------- |
| 인월 교차로               | 국도 제24호선 국가지원지방도 제60호선 (황산로) | 남원시 | 인월면 | 시점                                              |
| (이름 없음)               | 인월장터로                                     | 남원시 | 인월면 | 12호선 광주대구고속도로 지리산 나들목과 간접 연결 |
| 취암교 지산초등학교(폐교) |                                                | 남원시 | 인월면 |                                                   |
| 아동교                    |                                                | 남원시 | 인월면 |                                                   |
|                           | 아영면                                         | 남원시 |        |                                                   |
| 아영사거리                | 지방도 제751호선 (흥부로) 아백로               | 남원시 |        |                                                   |
| 의지교                    |                                                | 남원시 |        |                                                   |
| 율동삼거리                | 율동1길                                        | 남원시 |        |                                                   |

### 경상남도
| 이름                                                     | 접속 노선                       | 소재지                 | 소재지                                        | 비고 |
| -------------------------------------------------------- | ------------------------------- | ---------------------- | --------------------------------------------- | --- |
| 오천2육교 오천교                                         |                                 | 함양군                 | 백전면                                        | |
| 대평삼거리                                               | 지방도 제1001호선 (함양남서로)  | 함양군                 | 백전면                                        | 지방도 제1001호선과 중복                                                                                   |
| (이름 없음)                                              | 구산대안로                      | 함양군                 | 백전면                                        | 지방도 제1001호선과 중복                                                                                   |
| 운산교                                                   | 지방도 제742호선 (운산길)       | 함양군                 | 백전면                                        | 지방도 제1001호선과 중복                                                                                   |
| 백운초등학교(폐교) 백운교                                |                                 | 함양군                 | 백전면                                        | 지방도 제1001호선과 중복                                                                                   |
| (이름 없음)                                              | 백운로                          | 함양군                 | 백전면                                        | 지방도 제1001호선과 중복                                                                                   |
| 원통재 (빼빼재)                                          |                                 | 함양군                 | 백전면                                        | 지방도 제1001호선과 중복                                                                                   |
|                                                          | 서하면                          | 함양군                 |                                               | 지방도 제1001호선과 중복                                                                                   |
| 서하초등학교 운정분교(폐교) 운곡교 송계교 서하면사무소   |                                 | 함양군                 |                                               | 지방도 제1001호선과 중복                                                                                   |
| 송계삼거리                                               | 국도 제26호선 (육십령로) 송계길 | 함양군                 | 국도 제26호선과 중복 지방도 제1001호선과 중복 | |
| (송계통로)                                               | 서상로                          | 함양군                 | 서상면                                        | 국도 제26호선과 중복 지방도 제1001호선과 중복 상행선 서상 나들목 이용시 진출 상행 진입 불가 하행 진출 불가 |
| 도천교                                                   |                                 | 함양군                 | 서상면                                        | 국도 제26호선과 중복 지방도 제1001호선과 중복                                                              |
| 오산2교                                                  | 대남로                          | 함양군                 | 서상면                                        | 국도 제26호선과 중복 지방도 제1001호선과 중복 하행선 서상 나들목 이용시 진출                               |
| 오산1교 중남교                                           |                                 | 함양군                 | 서상면                                        | 국도 제26호선과 중복 지방도 제1001호선과 중복                                                              |
| 중남사거리                                               | 국도 제26호선 (육십령로) 서상로 | 함양군                 | 서상면                                        | 국도 제26호선과 중복 지방도 제1001호선과 중복                                                              |
| 동대1교 동대2교 동대3교 덕남초등학교(폐교) 영각교 영각사 |                                 | 함양군                 | 서상면                                        | 지방도 제1001호선과 중복                                                                                   |
| 남령                                                     |                                 | 함양군                 | 서상면                                        | 지방도 제1001호선과 중복                                                                                   |
|                                                          | 거창군                          | 북상면                 |                                               | 지방도 제1001호선과 중복                                                                                   |
| 월성2교 월성1교 산수교 농산교 북상교                     | 거창군                          | 북상면                 |                                               | 지방도 제1001호선과 중복                                                                                   |
| 북상면사무소                                             | 거창군                          | 북상면                 | 지방도 제1001호선 (송계로)                    | 지방도 제1001호선과 중복                                                                                   |
| 수승대 황산교                                            | 거창군                          |                        | 위천면                                        | |
| (회전 교차로)                                            | 거창군                          | 모동길 원학길          | 위천면                                        | |
| 위천2교                                                  | 거창군                          |                        | 위천면                                        | |
| (이름 없음)                                              | 거창군                          | 송계로 원학길          | 위천면                                        | |
| 거창남산농공단지                                         | 거창군                          | 송계로                 | 위천면                                        | |
| 장풍삼거리                                               | 거창군                          | 국도 제37호선 (빼재로) | 마리면                                        | 종점 |

## 도로명
- 전북특별자치도
  - 남원시 인월면 인월 교차로 ~ 서무리 : 인월장터로
  - 남원시 인월면 서무리 ~ 아영면 아영사거리 : 유곡로
  - 남원시 아영면 아영사거리 ~ 의지리 : 아백로
- 경상남도
  - 함양군 백전면 오천리 ~ 대평삼거리 : 아백로
  - 함양군 백전면 대평삼거리 ~ 서하면 송계삼거리 : 함양남서로
  - 함양군 서하면 송계삼거리 ~ 서상면 중남사거리 : 육십령로
  - 함양군 서상면 중남사거리 ~ 거창군 북상면 북상면 사무소 : 덕유월성로
  - 거창군 북상면 북상면 사무소 ~ 위천면 장기리 : 송계로
  - 거창군 위천면 장기리 ~ 거창남산농공단지 : 원학길
  - 거창군 위천면 거창남산농공단지 ~ 마리면 장풍삼거리 : 송계로

## 미래
2015년 12월 88올림픽고속도로의 함양군 백전면 구간이 이설되면 구 고속도로 일부로 노선 지정이 변경될 계획이 있다.

## 같이 보기
- 국도 제37호선